# Bakerdania tarsalis
Bakerdania tarsalis är en spindeldjursart som först beskrevs av Hirst 1921.  Bakerdania tarsalis ingår i släktet Bakerdania och familjen Pygmephoridae. Inga underarter finns listade.